# Uromacer oxyrhynchus
Uromacer oxyrhynchus — вид змій родини полозових (Colubridae). Мешкає в Гаїті і Домініканській Республіці.

## Поширення і екологія
Uromacer oxyrhynchus мешкають на острові Гаїті, а також на сусідніх островах Тортуга, Саона і Каталіна. Вони живуть в сухих і вологих тропічних лісах, на висоті до 1100 м над рівнем моря. Живляться ящірками з родів Anolis, Leiocephalus і Ameiva. Відкладають яйця.
'